# たほいや
たほいやは
1. 辞書を利用して行うゲーム。
2. 1.を元にしたゲームを行っていたフジテレビの番組。

## ゲーム
たほいやとは、辞書から選んだ単語について、辞書にある本来の説明文（語意）と参加者が考えた偽の説明文（語意）を混ぜ、そこから正解の選択肢（本来の説明文）を当てるゲームである。
- プレイ人数：4 - 7人程度
- 欧米のゲーム「Fictionary（フィクショナリー、fictional〈架空の〉とdictionary〈辞書〉を合わせた造語）」の日本版である。
  - 当初は英語名の1つである「ディクショナリー（辞書）」の名で呼ばれていた[1]。
  - 日本でプレイされ始めた頃に出題された単語「たほいや」の印象が強かったため、これがそのまま日本での名称となった[2]。ただし、ディクショナリーという呼称も全く使われなくなったわけではない。
  - 「たほいや」は、本来「イノシシを追い立てるための小屋（遣小屋、やらいごや）」を意味する静岡県の方言である。

### 用具
筆記用具
各人が使用する物の他に、出題者用に太いペンがあるとよい。
大きい辞典
普段使わないような単語も多く収録されている物が必要。広辞苑・大辞林・大辞泉の類。
チップ
点数計算用・一人10枚ずつ＋予備。

### 内容
1. 親を決める
  - 順番でもくじ引きでもよい。
  - 親は一人一回とする。
2. 親は、辞書の中から誰も知らなさそうな単語を探し、それをひらがなで書いて他の人に提示する。
  - 見出しになっている物ならば、（固有）名詞・動詞・形容詞など、品詞を問わず出題できる。
  - もしその単語を知っている人がいたら、その人は別の単語を要求することができる。
  - 以下、例として「おねげる」という単語が提示されたとして進める。
3. 子は、提示された単語の意味を考えて親に渡す。
  - 例「神輿を担ぐ時の掛け声」
4. 全員の解答が集まったら、親は辞書の定義も含めた解答を読み上げる。誰がどの解答を書いたかは親以外わからない。
  - 例（上述の「おねげる」の場合）

    1. キク科の多年草
    2. フランス近代の作曲家
    3. 礼を尽くして依頼する
    4. 神輿を担ぐ時の掛け声
    5. トルコ料理に使用されるスパイス
5. 子は、親が読み上げた解答の内、正しいと思う物に1-3枚のチップを賭ける。
  - この場合、自分で書いた 4.は正しくないことに注意する。

  1. 先に賭ける枚数のみを提示する。
  2. 次に、子の全員が同時に、どれに賭けるかを提示する。
6. 親は正解を発表し、精算する。（例題の解答はリンク先を参照）
  - 正解者は、賭けた枚数と同じ数のチップを親から受け取る。
  - 不正解者は、賭けたチップを選択した解答を書いた人に払い、さらに親に1枚チップを払う。
7. 全員が親を務めたら1ゲーム終了。チップの多い人が勝者となる。

### ポイント
- 辞書独特の言い回しがあるので気を付ける。
- 相手が知っている人の場合、趣味や性格から出題傾向を考えることも可能である。
- 同音異義語がある単語は、正解が確定しないので望ましくない。
- よく使用される偽解答には、以下のような物がある。
  1. 動植物。「○○科の○○」のようなパターン。
  2. 固有名詞。「（国名）の○○学者」「（国名）南部の都市」など。
  3. 出題に似ている言葉からの転用。
  4. 全くありそうもない言葉。
  5. 外来語・方言。「（国名）の言葉で○○のこと」のようなパターン。

## テレビ番組
『たほいや』は、一部フジテレビ系列局で放送されたフジテレビと共同テレビ制作のバラエティ番組。上記の「たほいや」を改変したゲームを実演していた。制作局のフジテレビでは1993年4月5日から同年9月20日まで、関東ローカルの深夜番組放送枠『JOCX-TV2』で放送。東海テレビでは当初は月曜深夜枠で放送されていたが、1993年7月2日からは『スーパーフライデー25』第2部で放送されるようになった。レギュラー放送の最終回では勝利数上位5人の参加者たちによる「チャンピオン大会」が行われたが、この回では2人の同点優勝で終わった。
レギュラー放送終了後の1993年9月27日には、番組本『たほいや』の発売に合わせて90分の「たほいやすぺしゃる」（以下スペシャル）が放送された。このスペシャルでは出演回数上位10人が5人ずつ2組に分かれて予選を行い、両組上位3名による勝ち上がりのトーナメントで6人による決勝が行われた。
2011年には出演者の大高洋夫によるTwitter上での発言から、同じく出演者の松尾貴史や当番組の演出河田宣正らの動向により、番組を復活させる動きを見せていた。
2017年2月14日には、イベントプランナーの眞形隆之により、たほいやを題材にしたイベント『たほいや甲子゛園（こうじえん）』がイベントハウス「東京カルチャーカルチャー」にて開催され、ニコニコ生放送でも配信された。イベント内でのゲームには主催者の眞形隆之、テレビ版の出演者であった大高洋夫、松尾貴史のほか、漫画家の能町みね子、ゲームクリエイターの藤澤仁が参加した。

### ルール
- 参加者は5人（スペシャル決勝では6人）
- 使用する辞書は広辞苑4版

30分の放送時間の関係などで上述のルールと一部違いがある。
- 1ゲームは4回（番組での5回目はエキシビションで勝負とは関係ない）
- 親を連続することはないが、2回以上務めることは有り得る。
- 子が全員間違えた時には、通常の支払に加えて親にさらに1チップ支払わなければならない。（途中からの追加ルール）
- 清算後にチップが0点以下となり足りなくなった場合、自分の私物を質草としてチップ10枚を借りなければならない。
  - この質草は、トップになると取り戻すことができる。
  - スペシャルの時には、質草は不要だがペナルティとして頭に広辞苑を載せたヘルメット（当然だが重い）をかぶらなければならなかった。

### 参加者
成績はレギュラー放送時のもの。スペシャルは3戦以上経験者が出演。
- 大高洋夫 - お題チョイス・トークによるだまし・消去法を用いた見破りなど、全てにおいて高い能力を発揮し、チャンピオン大会では「おわりにすること」の意味を持つ問題を出して全員を騙し総取りして松尾と同点優勝となり、スペシャルでも親で5人全員を騙し優勝するなど、まさに「キング・オブ・たほいや」。間繋ぎトークの最大誘因貢献者でもあり、俳優ではあるが松尾に次ぐ小ネタ提供元を演じた。プレイヤー中トップの19戦9勝で勝率4割超え。
- 川勝正幸 - 「地方の人」と自ら語るなど地方ネタを得意手とし、エディターとして常に安定した成績を残し、勝利こそはなかったがチップ平均9点台の実力。「うなり声でギャラを頂戴する」と自身の存在感を自嘲する一方、ゲームの進行や視聴者向けのルール説明、出演者のトークの誘因などにも貢献し、また他のプレイヤーから独特のキャラクターを数多くいじられるなど、本人が自覚する以上に高い存在感を残している。7戦0勝。
- 小林恭二 - 子では小説家ゆえに表現の高尚さが災いして見破られることが多々あり、親でも「わだちべにおふめん」という出題の時に広辞苑からの引用が長すぎたため1問目でマイナスになるなど、作戦の裏を読まれて質草のお世話になることが多かった。このため親になる事に極端な反応・動揺を見せるが、幾度か他人の親の総取りを単身防いでおり、高い洞察力を示す。8戦1勝。
- 周富徳 - 番組内では「謎の料理人」と呼ばれることも。だますのを嫌うため平均が低く、質草も多かった。中華鍋や包丁・まな板を質入れしただけでなく、後にそれら調理道具一式で「海老のマヨネーズ和え」を調理し、出演者に振る舞い質草代わりにしたこともある。スペシャル予選では初のトップ獲得により決勝に進むが、予選で本人が申告していた（おしゃべりな人がいるから負けてしまう）ように決勝で神通力が切れた。職業柄、「すどうふ」など料理・食材に関する出題や回答が多かった。10戦0勝。
- 立川左談次 - 落語家として培ったボキャブラリーを使い、プレイヤーを惑わせる一方で、難題が出された際には本職の古典知識を他プレイヤーから頼られる事もあった。スペシャルでは落語家としての饒舌さゆえに解答を見破られたため、決勝一問目で得点が零点となってしまい、質草代わりのペナルティを受けることになった。3戦0勝。
- デッツ松田 - エディターとしてウケを狙わず分析と攻撃で勝負に徹するスタイル。スペシャル予選でも子で「○○の学者」といった表現を多々使い、親を引いた時に「アメリカの物理学者」の正解を持つ出題をして総取り逆転を強かに狙うなど、ゲーム全体の流れを見て出題・解答を組み替える強プレイヤー。ゆえにライバル達から常にマークされていた。そのためデッツが出演する回ではテーブルの雰囲気が一段と引き締まり、競技色が強くなっている。14戦3勝。
- 松尾貴史 - 大高とチャンピオン大会で同点になる。CM入り・CM明け、トークの間、番組のエンディングなどに様々な小ネタを挟んで笑いを誘いつつも他の出演者を翻弄し高い戦績を残している。独特の感性・観点から偽答を見切られ易いが、そんな中でも頭抜けた騙し点を得ており、秀逸な語感とゲームへの適応性、ボキャブラリーの広さを見せつけた。8戦3勝。
- 三谷幸喜 - 脚本家としての緻密なシナリオとは裏腹に得体の知れない中身を持ち、素直なスタイルで勝利経験はあるが質草も多い。ある回では自信満々に登場し終始圧倒的にゲームを進めて番組最高得点記録を築きかけたが最後の親で「はむさんど」と出題したため一転したり、チャンピオン大会への出場をかけた回では勝利どころか質草を出す羽目に陥り当時執筆中だったドラマの脚本原稿を質入れするなど、自ら翻弄された。スペシャルのエンディングでは「（ゲームを）やり直しましょうよ」と不貞腐れるなど勝負に見せる情熱は随一。8戦1勝。
- 森雪之丞 - 音楽界のヒットメイカー。広辞苑を自在に操るだけでなく作詞家としての個人の美学から上品で美しい表現を好み、そのスタイルを終始貫いている。そのためどうしても偽答を見破られ易い中、巧みな表現で騙し点を取り、騙されたプレイヤー達から賞賛される事も。また小林に並ぶほど親の総取りを単身潰している勘の持ち主。トークの誘因者でもあり、スペシャルでは司会進行も務め番組に深く貢献した。チャンピオン大会には最後に出場を決め12戦2勝。
- 山田五郎 - 評論家として豊富な学識と和やかなユーモアのセンスを持ち合わせている。森とは対極的な美学を持っており「ちんこきり」など出題に下ネタを絡めることが多いが、スペシャルで「深夜こんな時間に見てくださってくれる人達のために」と発言しており、大いに笑いを提供してくれた。ゲームの進行やルール解説など、きめ細やかなトークも挟みつつ、常にテレビの向こうにいる視聴者を意識しながら戦績まできっちり残した愛すべき業師。12戦3勝。
- きたろう
- 明樹由佳
- えのきどいちろう

### スタッフ
- エンディングテーマ「グロリアス」VisioN（前期3か月）→ 後期3か月は「蛍の光」の外国語オーケストラバージョン
- 企画：小川晋一、清水賢治、鈴木吉弘（3人共にフジテレビ）
- プロデューサー：近藤孝子、星克明
- 構成：野尻靖之
- ナレーター：向坂樹興（フジテレビアナウンサー）
- ゲーム監修：高橋浩徳
- 技術プロデューサー：石井勝浩
- TD：足立篤己（エヌ・エス・ティー）
- CAM：水間淳一（エヌ・エス・ティー）
- VE：笹井唯史
- VTR：桜庭武志
- LD：渋谷昇
- MIX：倉上宏之（ブル）
- 編集：落合英之
- ライン編集：星英樹、草野知則（アンサーズ）
- MA：石川晴樹（アンサーズ）
- 音響効果：志田博英（OCBプロ）
- CG：桃園隆夫
- 技術協力：バスク、エヌ・エス・ティー、アンサーズ
- 美術プロデューサー：松沢由之
- デザイン：越野幸栄
- 美術進行：楫野淳司
- 大道具：山井勝人
- 美術協力：フジアール
- スタジオ：TMC砧スタジオ
- 演出補：竹内康人、板谷泰彦
- TK：山本悦子
- 広報：高橋正秀（フジテレビ）
- 協力：ボードウォーク・コミュニティー、WAVE
- 演出：河田宣正、馬場淳之
- 制作協力：共同テレビ
- 制作著作：フジテレビ

## 書籍
- フジテレビ〈たほいや〉 編『たほいや』フジテレビ出版、1993年9月30日。ISBN 4-594-01258-2。 - 番組で出題された問題および他の例題300問が収録されている。出版日（スペシャル放送当日）の関係から、番組の内容については途中までしか記述されていない。
- 夏井いつき 編『絶滅危急季語辞典』筑摩書房、2008年8月5日。ISBN 978-4-480-42839-4。 -日本国語大辞典を利用した「たほいやゲーム」と、俳句の「珍しい季語」（鬱金香、うまのあしがた、オランダ雉隠）を利用した問題について記述がある（p．25）。